# Assembleia Suprema do Tajiquistão
A Assembleia Suprema do Tajiquistão (tajique: Маҷлиси Олии Ҷумҳурии Тоҷикистон) é o parlamento da República do Tajiquistão. Possui duas câmaras:
- Assembleia dos Representantes (Majlisi Namoyandagon), é a câmara baixa com 63 membros eleitos para um mandato de cinco anos, 22 por representação proporcional e 41 em constituintes de um único assento.[1]

O primeiro presidente do Majlisi Namoyandagon foi Saydullo Khayrulloyev foi eleito em 27 de março de 2000. Ele foi sucedido por Shukurjon Zuhurov em 16 de março de 2010.
- Assembleia Nacional (Majlisi milli), é a câmara alta com 33 membros, 25 eleitos para um mandato de cinco anos por deputados de Majlisi local e 8 nomeados pelo presidente.[2]

O atual presidente do Majlisi milli é Rustam Emomali desde 17 de abril de 2020. A legislatura bicameral foi introduzida na constituição de setembro de 1999. Antes disso, o Tajiquistão tinha uma legislatura unicameral chamada Assembleia Suprema de 1995, e um Soviete Supremo unicameral antes de 1995.